# الطب الروحاني للجسم الإنساني، في علم الحرف
الطب الروحاني للجسم الإنساني، في علم الحرف. كتاب  للإمام الغزالي جمع  فيه بين الطب والحكمة. يشخص سبب المرض على ضوء الأسرار الروحانية والفلكية. ثم يصف العلاج، و رتبه ترتيباً ألفبائياً يراعي اسم المريض. و ضمّ معه الطب الروحاني للإمام السندسي ومما جاء فيه: باب على الأيام السبعة، فوائد نافعة من العين والنظرة، حجاب للحفظ والمحبة والقبول، رقية نافعة لكل شيء إن شاء الله تعالى، البرهنية وكيفية استعمالها وتصاريفها، فصل في خواص البرهنية، هذه صفة البرهنية نظماً لأبي العباس المرسي، قصيدة سنية فيها فوائد طبية.